# هاينريش كروزه
هاينريش كروزه (و. 1815 – 1902 م) هو صحفي، وكاتب مسرحي، وكاتب ألماني، ولد في شترالزوند، توفي في بيوكهبورغ، عن عمر يناهز 87 عاماً.

## التعليم
تعلم في جامعة بون، وتعلم في جامعة هومبولت في برلين
.